# Franz Innerhofer (Lehrer)

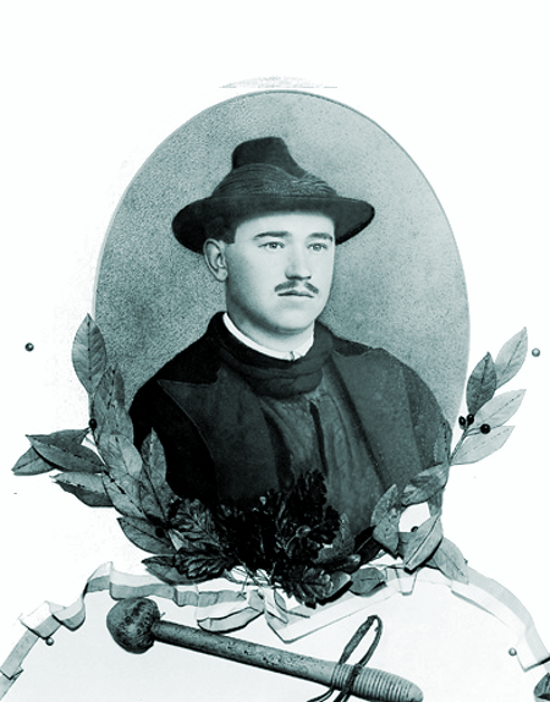
Franz Innerhofer

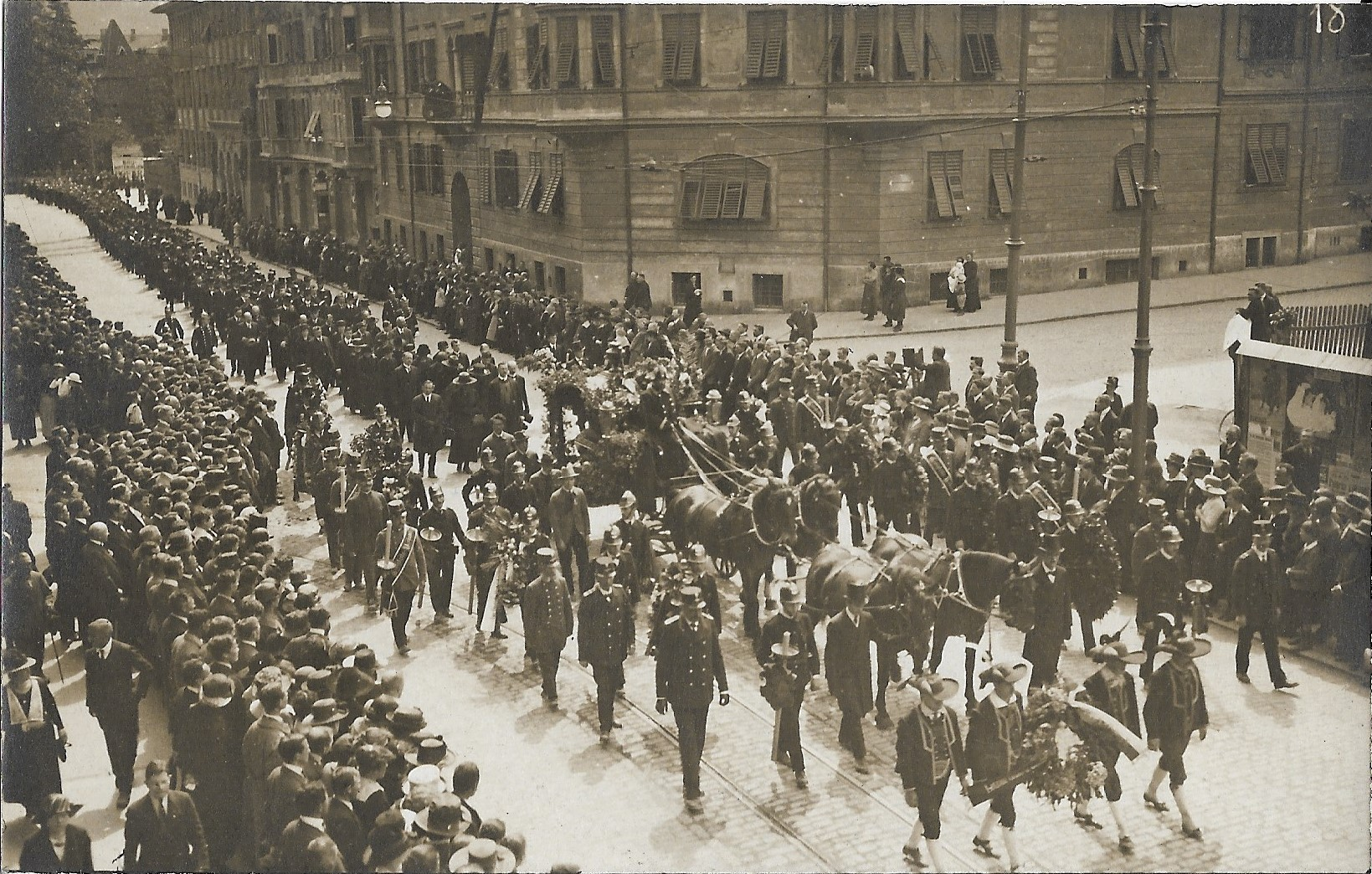
Der Kondukt mit Franz Innerhofers Leichnam am 26. April 1921 in der Bozner Sparkassenstraße

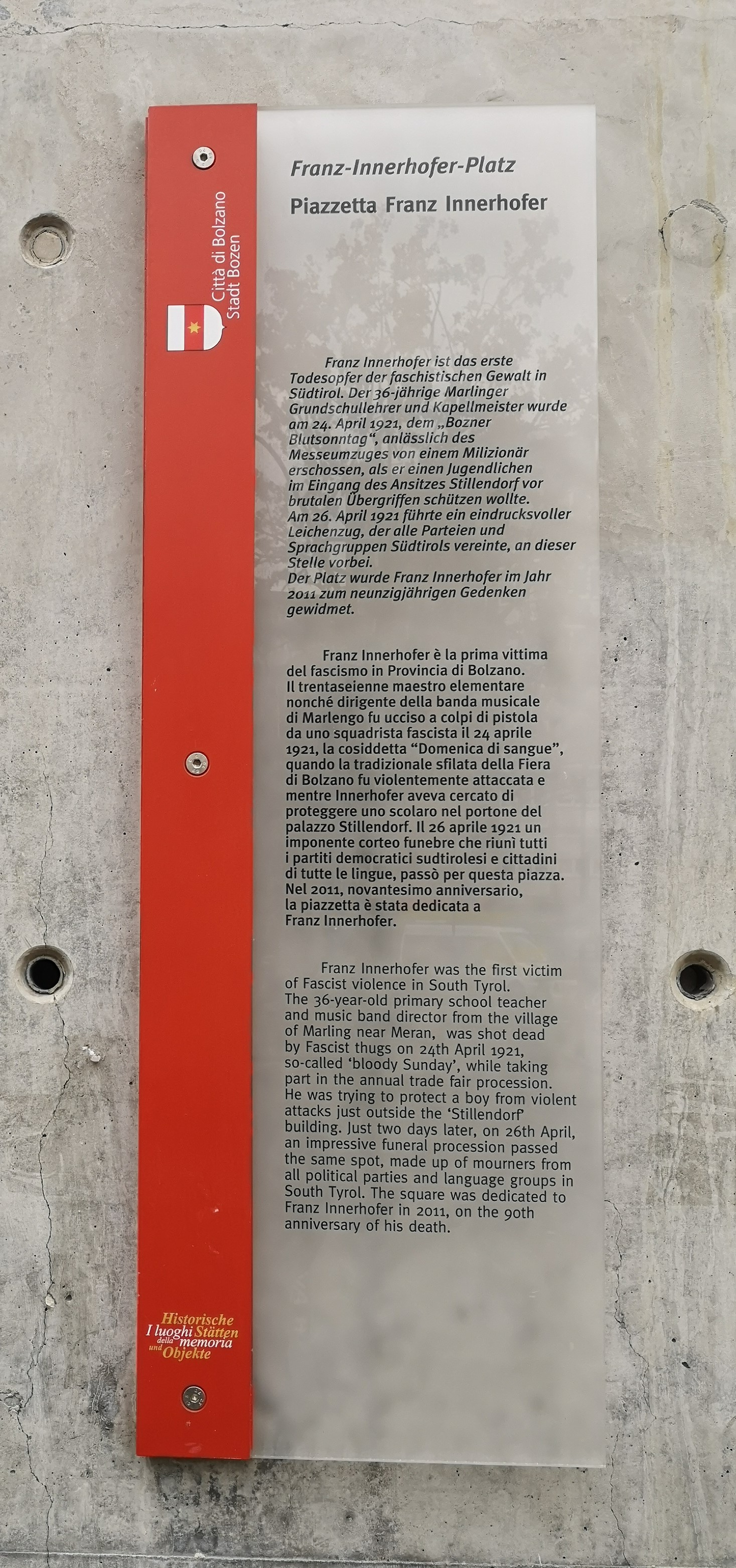
Dreisprachige Gedenktafel am Franz-Innerhofer-Platz in Bozen

Franz Innerhofer (* 18. August 1884 in Marling; † 24. April 1921 in Bozen) war ein Südtiroler Grundschullehrer. Er wurde bei Unruhen während eines Trachtenumzugs im April 1921 von faschistischen Schlägertrupps erschossen. Der Trachtenumzug fand im Rahmen der Bozner Frühjahrsmesse am 24. April statt. Er gilt als erstes (und einziges) Todesopfer der faschistischen Gewalt in Südtirol. Die Unruhen während der Messe 1921 gingen als Bozner Blutsonntag in die Geschichte ein. Dabei wurden 48 weitere Personen verletzt.

## Leben
Franz Innerhofer wurde in Marling geboren. Nachdem er eine Ausbildung in Bozen und Feldkirch als Grundschullehrer absolviert hatte, war er als Lehrer in Riffian und später in seiner Heimatgemeinde Marling tätig, zuletzt als Schulleiter. Auch war er als Kapellmeister in Marling bekannt.
Nach einem Artikel der Tageszeitung Der Tiroler fand die Ermordung von Franz Innerhofer in der Nähe des Ansitzes Stillendorf in Bozen statt. Innerhofer war mit einem seiner Schüler, welcher einen Burggräfler Trachtenhut trug, unterwegs. Vier Schwarzhemden, die von der Rauschertorgasse heraufkamen, stahlen dem Jungen seinen Trachtenhut. Der Lehrer setzte sich für den Jungen ein und forderte die Rückgabe des Hutes. Einer der Squadristi zog daraufhin einen Revolver und schoss Innerhofer in die Brust. Der Schwerstverletzte versuchte noch, in den Innenhof von Stillendorf zu gelangen, brach aber auf der zweiten Steige des Hauses tödlich zusammen. Wer den Lehrer ermordete, konnte nicht ermittelt werden. Am folgenden Tag kam es zu einem Generalstreik in Bozen und zu einer Großdemonstration am Viehmarktplatz.
Aufgrund der Aufforderung des italienischen Ministerpräsidenten Giovanni Giolitti wurden zwei Bozner Squadristi unverzüglich verhaftet. Die Untersuchung des Falles wurde allerdings nur halbherzig verfolgt. Die beiden verhafteten Bozner Faschistenführer Vittorio Moggio und Attilio Crupi wurden gar nicht erst vernommen. Da die Südtiroler kaum Vertrauen in die Untersuchung setzten, blieb auch von dieser Seite die Unterstützung aus. Bald gingen Gerüchte um, dass man bewusst an der falsche Stelle nachforschte, und mit dem Mord an Innerhofer wurde der Bozner Squadrist Lino Mariotti in Verbindung gebracht. Mariotti, 1900 im Friaul geboren, war nach dem Ersten Weltkrieg nach Bozen gekommen und betrieb einen Verkaufsstand am Obstmarkt. Er war 1920 den Fasci di combattimento beigetreten und wohnte nur wenige Meter vom Tatort entfernt. Er verstarb 1938 nach längerer Krankheit in Bozen. Auf seiner Trauerfeier wurde er von der faschistischen Parteispitze in auffälliger Weise für seine besonderen Verdienste gewürdigt, was die Gerüchte um seine vermeintliche Verbindung mit dem Mord an Innerhofer noch verstärkte. Die nach dem Anschlag festgenommenen Moggio und Crupi wurden ebenfalls nie belangt. Achille Starace drohte bereits am Tag nach der Festnahmen mit schwerwiegenden Konsequenzen, falls sie nicht unverzüglich freigelassen würden. Die beiden blieben aber zunächst in Haft und es kursierten Gerüchte, etwa 2000 Faschisten würden am Begräbnistag Innerhofers anrücken, um sie gewaltsam zu befreien. Nach drei Wochen kamen sie schließlich frei.
Am 26. April wurde der Leichnam Innerhofers von Bozen nach Marling in einem öffentlichen Trauerzug überführt, den zahlreiche Politiker anführten. Dem Kondukt folgten in Bozen bis zu 15.000 Menschen aller Sprachgruppen, und auch auf dem weiteren Weg säumten zahlreiche Menschen die Straßen. Einem Berichts des Tagblatt Der Tiroler zufolge vom 27. April erschienen „Deutsche wie Italienerdenen die Schmach dieser Bubentat, die sich nur ereignen konnte wegen des Zustandes, in dem sich dieser vom Bürgerkrieg durchtobte Staat befindet, in der Seele brennt, […] um dem Gefühl des Schmerzes und des Zornes Ausdruck zu geben“. Am 28. April fand die Beisetzung in Marling statt, bei der Eduard Reut-Nicolussi die Grabrede hielt und den Tod Innerhofers für die politischen Zwecke des Deutschen Verbandes instrumentalisierte.

## Gedenken
Nach Franz Innerhofer wurden mehrere Straßen und Plätze in Tirol und Südtirol benannt. Im November 2019 gedachten der italienische Präsident Sergio Mattarella und der österreichische Bundespräsident Alexander Van der Bellen des Toten und legten weiße Blumen im Ansitz Stillendorf in Bozen nieder. Bereits am 25. April 1971 hatte der Südtiroler Landeshauptmann Silvius Magnago Franz Innerhofer gewürdigt, indem er vor dem Rathaus in Bozen eine Gedenkfeier veranstaltete. Am 25. April 2011 wurde ein Platz vor dem Hauptgebäude der Freien Universität Bozen an der Ecke Spitalgasse-Sparkassenstraße nach ihm benannt.
2021 hat der Südtiroler Heimatbund gemeinsam mit dem Andreas-Hofer-Bund Tirol Franz Innerhofer an der Landesgedächtnisstätte Tummelplatz in Amras bei Innsbruck einen Gedenkstein gewidmet, der ihn als „Blutzeugen für das deutsche Südtirol“ bezeichnet; der Südtiroler Politiker Pius Leitner hielt die Gedenkrede.